# Ascorhynchus latipes
Ascorhynchus latipes is een zeespin uit de familie Ascorhynchidae. De soort behoort tot het geslacht Ascorhynchus. Ascorhynchus latipes werd in 1906 voor het eerst wetenschappelijk beschreven door Cole. 